# 黃金華
黃金華（14世紀—15世紀），字季嶽，江西吉安府吉水縣南坊人，明朝政治人物。

## 生平
黃金華和兄長黃金鉉在年輕時已有美譽，洪武二十年（1387年）中舉人，次年（1388年）聯捷進士，獲授中書舍人，後因父母去世回鄉。服闋後任職中軍都督府經歷，自以年少不熟習吏事請求轉官，改任汝寧府教授，造就多位士子；其文章內容豐富、出人意表，二十八歲在任內去世。

## 引用
1. 1 2  光緒《吉水縣志·卷三十七·人物志》：黃金華，字季嶽，南坊人，與兄金鉉皆英年有美譽。金華年十八登洪武戊辰進士，授中書舍人應奉翰林文字，後丁艱服闋，授中軍都督府經厯。年少不習吏事，請更職改汝甯府教授，士子多所造就；為文章豐贍雄偉、出人意表，年二十八卒於官。
2. ↑  光緒《吉水縣志·卷三十·選舉志》：洪武二十年丁卯鄉試 是科五人 ……黃金華 見進士